# سیارک ۲۳۰۳۸
سیارک ۲۳۰۳۸ (به انگلیسی: 23038 Jeffbaughman، نامگذاری:1999XD19) بیست و سه هزار و سی و هشتمین سیارک کشف شده‌است که در ۳ دسامبر ۱۹۹۹ کشف شد.
قدر مطلق سیارک برابر ۱۶.۲ است.